# سان ویتو دی نورمانی
سان ویتو دی نورمانی (به ایتالیایی: San Vito dei Normanni) یک شهر و کومونه در ایتالیا است که در استان بریندیزی واقع شده‌است.

## خصوصیات
سان ویتو دی نورمانی ۶۶ کیلومترمربع مساحت و ۱۹٬۸۸۸ نفر جمعیت دارد و ۱۰۸ متر بالاتر از سطح دریا واقع شده‌است.

## شهرهای خواهرخوانده
- زالتسودل (آلمان)
- Louviers (فرانسه)